# Rhodostemonodaphne
Rhodostemonodaphne es un género de árboles y de arbustos siempreverdes de la familia de los laureles, Lauraceae.
Rhodostemonodaphne es un género con 40 especies distribuidas desde Guatemala a Bolivia y sur de Brasil; hasta hace poco no se lo conocía en Centroamérica.

## Descripción
Son árboles que alcanzan hasta los 30 m de alto; hermafroditas. Las hojas elípticas, con base y ápice agudos, cartáceas, glabras o menudamente pubérulas en el envés. Las inflorescencias paniculadas, última ramificación cimosa, densa y cortamente pubescente, las flores de 7 mm de diámetro, blanco-cremosas, fragantes. Frutos elipsoides, de 2 cm de largo y 1.5 cm de ancho cuando secos; cúpula de 5 mm de profundidad, con lenticelas grandes.

## Especies
Especies incluidas:
- Rhodostemonodaphne anomala (Mez) Rohwer
- Rhodostemonodaphne avilensis Madriñán
- Rhodostemonodaphne capixabensis Baitello & Coe-Teix.
- Rhodostemonodaphne celiana (C.K.Allen) Rohwer
- Rhodostemonodaphne crenaticupula Madriñán
- Rhodostemonodaphne curicuriariensis Madriñán
- Rhodostemonodaphne dioica (Mez) Rohwer
- Rhodostemonodaphne elephantopus Madriñán
- Rhodostemonodaphne juruensis (A.C. Sm.) Chanderbali
- Rhodostemonodaphne kunthiana (Nees) Rohwer
- Rhodostemonodaphne laxa Rohwer
- Rhodostemonodaphne leptoclada Madriñán
- Rhodostemonodaphne licanioides (A.C. Sm.) Madriñán
- Rhodostemonodaphne longiflora Madriñán
- Rhodostemonodaphne macrocalyx (Meisn.) Rohwer ex Madriñán
- Rhodostemonodaphne miranda (Sandwith) Rohwer
- Rhodostemonodaphne mirecolorata (C.K. Allen) Rohwer
- Rhodostemonodaphne morii Madriñán
- Rhodostemonodaphne napoensis Madriñán
- Rhodostemonodaphne negrensis Madriñán
- Rhodostemonodaphne ovatifolia Madriñán
- Rhodostemonodaphne parvifolia Madriñán
- Rhodostemonodaphne peneia Madriñán
- Rhodostemonodaphne praeclara (Sandwith) Madriñán
- Rhodostemonodaphne recurva van der Werff
- Rhodostemonodaphne revolutifolia Madriñán
- Rhodostemonodaphne rufovirgata Madriñán
- Rhodostemonodaphne scandens Madriñán
- Rhodostemonodaphne sordida Madriñán
- Rhodostemonodaphne steyermarkiana (C.K.Allen) van der Werff
- Rhodostemonodaphne synandra van der Werff
- Rhodostemonodaphne tumucumaquensis Madriñán
- Rhodostemonodaphne velutina (Mez) Madriñán